# Elke Van Gorp
Elke Van Gorp, née le 12 mai 1995, est une footballeuse internationale belge.

## Biographie
Elle débute au Lierse SK, club avec lequel elle remporte deux Coupes de Belgique.
En 2016, à la suite de l'arrêt du Lierse SK, elle rejoint les rangs de l'AA Gand Ladies. Elle y joue une saison et puis est transférée au RSC Anderlecht, club avec lequel elle gagne trois championnats de Belgique en 2018, en 2019 et en 2020.
En octobre 2024, elle annonce sur son compte Instagram mettre un terme à sa carrière de joueuse.

### Équipe nationale belge
Elle est internationale belge de 2014 à 2020.
Lors de l'Euro 2017, elle devient la première footballeuse belge à inscrire un but en phase finale d'un Euro (victoire de la Belgique contre la Norvège sur le score de 0-2).
En février 2020, Elke Van Gorp annonce sa retraite internationale.

## Palmarès
- Championne de Belgique en 2018, en 2019 et en 2020 avec le RSC Anderlecht
- Vainqueur de la Coupe de Belgique : 2015 et 2016 avec le Lierse SK, 2017 avec le AA Gand Ladies
- Finaliste de la Supercoupe de Belgique en 2012 avec le Lierse SK

### Ligue des Champions
- 2018-2019 : 2 matchs, 1 but avec le RSC Anderlecht
- 2019-2020 : 4 matchs avec le RSC Anderlecht

## Distinctions
- Élue sportive de l'année à Kasterlee en 2016[4]
- Nomimée dans la liste des sportives de l'année à Kasterlee en 2015